# Argoctenus pictus
Argoctenus pictus är en spindelart som beskrevs av Ludwig Carl Christian Koch 1878. Argoctenus pictus ingår i släktet Argoctenus och familjen taggfotsspindlar. Inga underarter finns listade i Catalogue of Life.